# Melanopsis cariosa
Melanopsis cariosa is een slakkensoort uit de familie Melanopsidae. De wetenschappelijke naam is gepubliceerd in 1767 door Linnaeus.